# Scaptia beyonceae
Scaptia beyonceae là một loài ruồi trâu được phát hiện tại Vùng cao nguyên Atherton ở phía bắc Đông Queensland, Úc. Loài này đã được khám phá năm 1981 nhưng không được phân loại khoa học cho đến năm 2011, thời điểm mà Scaptia beyonceae được đặt theo tên của nghệ sĩ thu âm kiêm diễn viên người Mỹ Beyoncé Knowles.

## Hình dáng
Scaptia beyonceae có một đốm vàng nổi bật trên bụng dưới, được tạo bởi một bộ lông vàng dày đặc và đây cũng chính là nguồn cảm hứng cho tên gọi của loài ruồi này. Loài ruồi phân chi Plinthina S. beyonceae đã được phát hiện lần đầu tiên vào năm 1981 cùng với hai loài phân chi không tên khác; nhưng cho đến năm 2011, loài này mới được chính thức công nhận bởi nhà nghiên cứu khoa học của CSIRO, Bryan Lessard. Theo Lessard, dù loài này bị con người xem là gây hại, nhưng đa số loài ruồi trâu có vai trò quan trọng trong việc thụ phấn và trồng cây. Loài ruồi này hút mật từ một vai loại cây như grevillea, cây trà và cây bạch đàn.
Khác với mẫu xét nghiệm năm 1981, loài ruồi này chỉ thu thập được hai lần khác nhau. Cả ba mẫu xét nghiệm của Scaptia beyonceae đều là con cái.

## Đặt tên
Việc đặt tên cho những loài động vật phải tuân theo những quy định của Ủy ban quốc tế về Danh mục Động vật học (ICZN). Quy định của ICZN có cho phép những loài động vật có quyền đặt tên theo những người được tôn kính, trong đó có người nổi tiếng. Những loài động vật khác được đặt tên theo những người nổi tiếng gồm Hyla stingi, một loài ếch đặt tên theo ca sĩ Sting; Pachygnatha zappa, một loài nhện đặt tên theo ca sĩ kiêm người viết nhạc Frank Zappa; và ba loài bọ cánh cứng từ loài Agathidium gồm A. bushi, A. cheneyi và A. rumsfeldi được đặt tên theo các chính trị gia gồm George W. Bush, Dick Cheney và Donald Rumsfeld.